# Satijnvlinder
De satijnvlinder (Leucoma salicis) is een nachtvlinder uit de familie van de spinneruilen (Erebidae), en de onderfamilie van de donsvlinders (Lymantriinae).
De egaal witte vlinder heeft één generatie per jaar en vliegt van eind juni tot half augustus. De spanwijdte is 37 tot 50 mm. De eitjes worden in groepjes van 50 tot 80 stuks afgezet op de bladeren en takjes en omgeven met een later hard wordende schuim.
De rups wordt tot 40 mm lang en de haren zijn gebundeld in penseelvormige plukjes op de rug, zijkant en achterzijde. De grondkleur is grijsblauw en op de rug zitten in het midden grote, witte vlekken. De haren zitten in rode vlekken. Ze vreten van de onderzijde aan de bladeren van augustus tot juni van het volgende jaar van populieren- en wilgenbladeren. De 3 tot 4 mm grote rups overwintert tussen de schorsspleten van de boom of tussen dorre bladeren in een ijl spinsel. In het voorjaar verpoppen de rupsen in een los spinsel aan takjes.
Als de rups wordt geprikkeld wordt vanuit de bovenzijde van het borststuk een gele vloeistof afgescheiden.
De satijnvlinder komt verspreid over vrijwel het gehele Palearctisch gebied voor, en als exoot in Noord-Amerika.

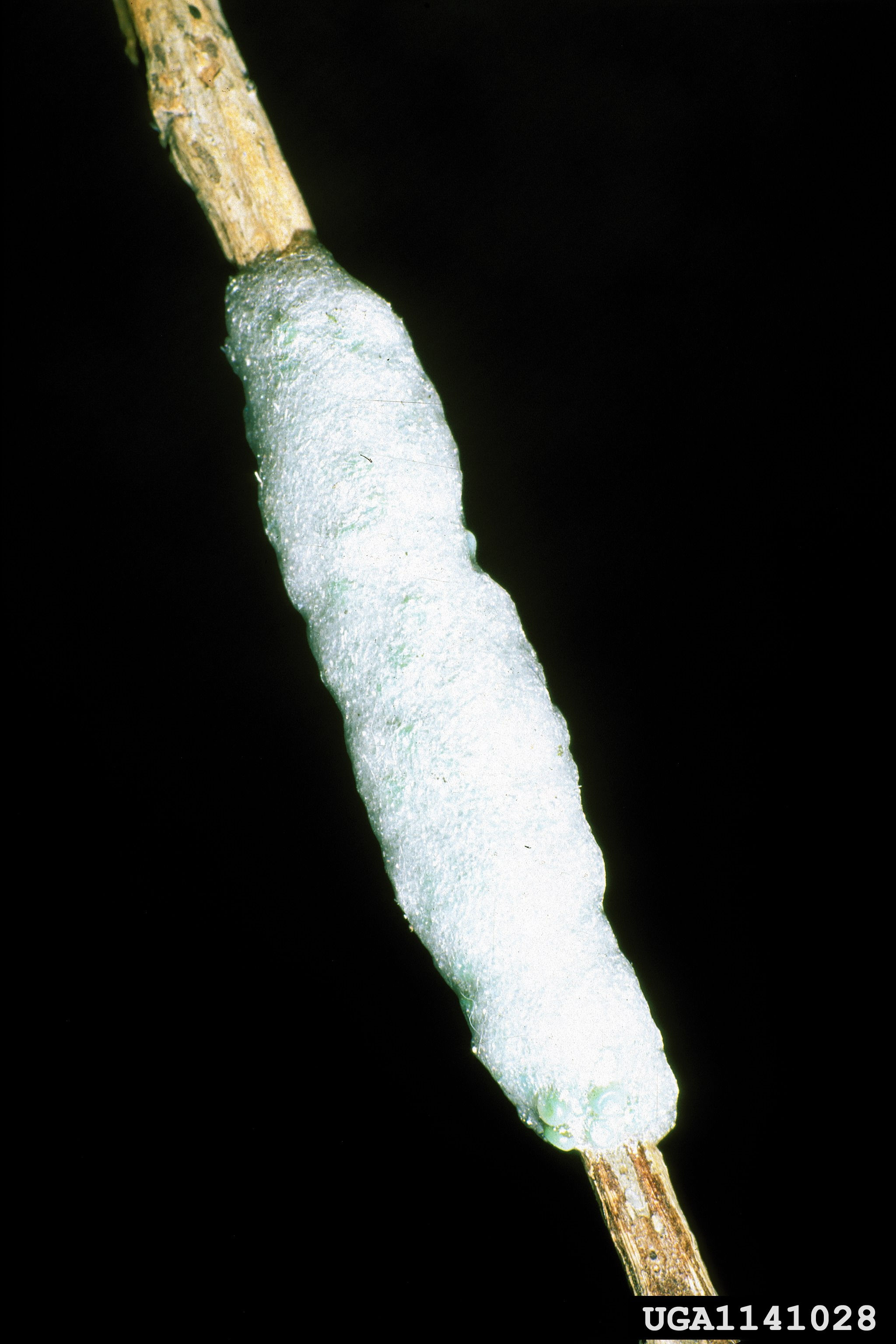
Eitjes